# 아마르디인
아마르디인 (Amardi) 혹은 마르디인(mardi)은 북쪽으로 카스피해를 두고 있는 산악 지역을 따라 거주한 고대 이란계 부족으로, 마를리크 지역의 철기 시대 문화에서 기인했다. 아마르디인은 다하에 및 사카족과 관련이 있거나 같은 민족이라고 하며, 다시 말하여 이들이 스키타이인이라고 전해진다.
헤로도토스는 유사한 이름을 지닌 부족을 페르시스에 존재하는 10개에서 16개의 페르시아 부족들 중 하나라고 언급했다. 이들은 오늘날 이란 남서부인 수시스와 페르시스 사이에 있는 계곡에서 거주했다. 남쪽의 마르디인은 네아르코스가 수시인, 엘리마이스인, 욱시인과 더불어 이란 남서부 지역의 약탈로 생활하는 산악 민족 중 하나로 묘사되었다. 이 네 부족들 중에, 마르디인들은 언어학적으로 이란계였던 유일한 부족이었다.

## 어원
‘마르디’라는 말은 ‘사람’을 의미하는 고대 이란어 (고대 페르시아어: 𐎶𐎼𐎫𐎡𐎹)[마르티야] 오류: {{전자}}: transliteration text not Latin script (pos 3: 마) (도움말)에서 전래했으며, 마르티야는 ‘인간의’를 뜻하는 인도유럽조어 *mr̥tós에서 왔다.
리처드 N. 프라이는 도시 아몰의 이름이 아마르드 (Amard)라는 말에서 기원을 했다고 생각했으며, 중세 페르시아어로 아무이(Amui)라고 하였다. 사료에 따르면, 아몰은 최소한 사산 제국 시기부터 몽골 제국의 일칸국 시기까지 타푸리아 (오늘날 마잔다란주)의 중심지이었다.

## 사료에서 언급
스트라본은 ‘마르디’라는 이름을 수차례 거론했었다. 그는 마르디족의 위치를 오늘날 이란의 북쪽인 길란주와 마잔다란주인 카스피해 남쪽이라 하였다. 그는 자신이 만든 지도에서 아마르도스강이라고 하는, 그 당시 세피드루드강 일대 지역에 해당하는 명칭을 언급하기도 했었다.
헤로도토스는 마르디와 유사한 이름을 지닌 부족을 페르시스에 존재하는 10개에서 16개의 페르시아 부족들 중 하나라고 언급했다. 이들은 오늘날 이란 남서부인 수시스와 페르시스 사이에 있는 계곡에서 거주했다. 남쪽의 마르디인은 네아르코스가 수시인, 엘리마이스인, 욱시인과 더불어 이란 남서부 지역의 약탈로 생활하는 산악 민족 중 하나로 묘사되었다. 이 네 부족들 중에, 마르디인들은 언어학적으로 이란계였던 유일한 부족이었다.

## 갤러리

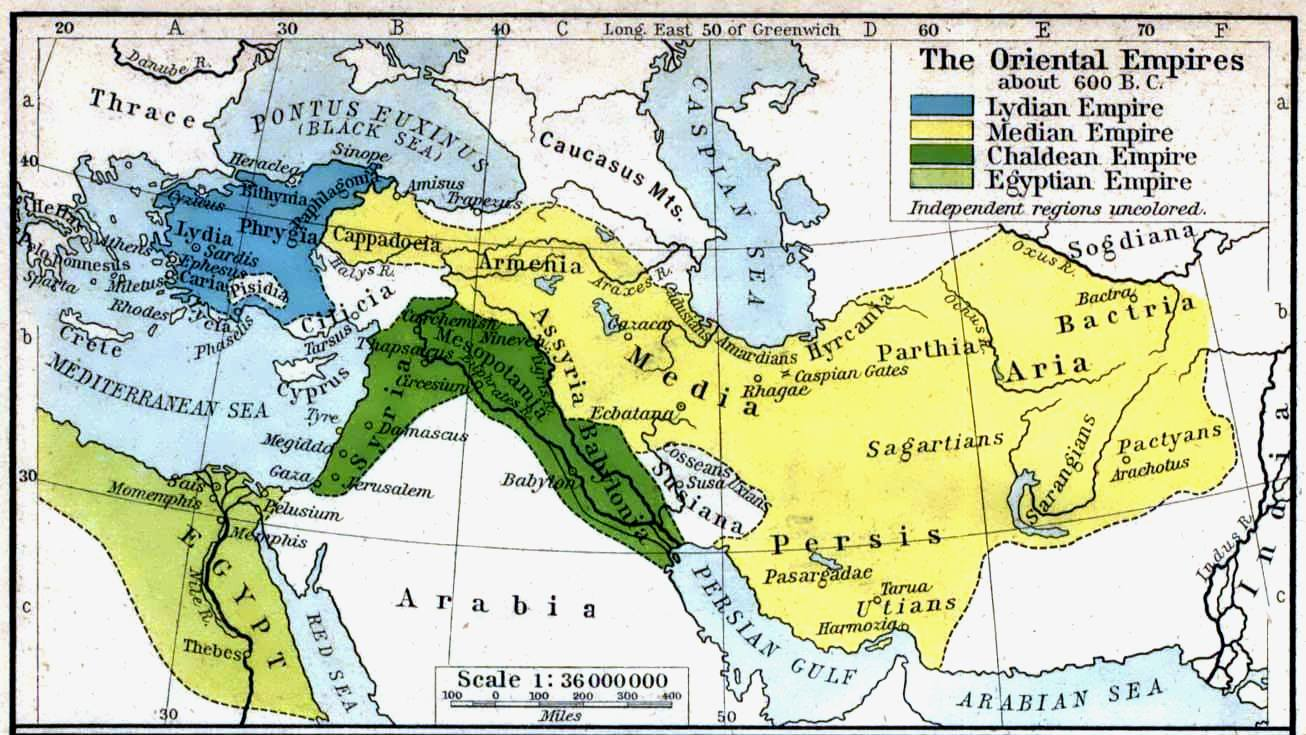
아마르디 부족의 상대적 위치를 나타내는 메디아 제국 (기원전 600년)의 지도.
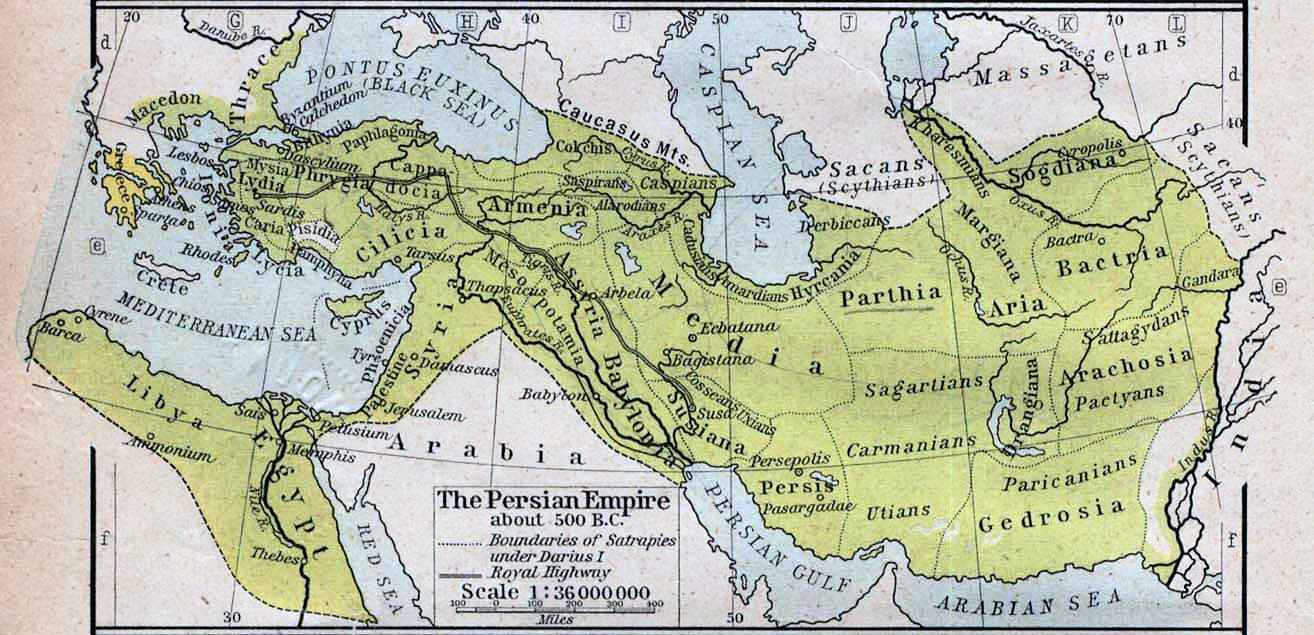
아케메네스 제국의 최대 판도 (기원전 500년)의 지도에 나타난 아마르디 사트라프령.
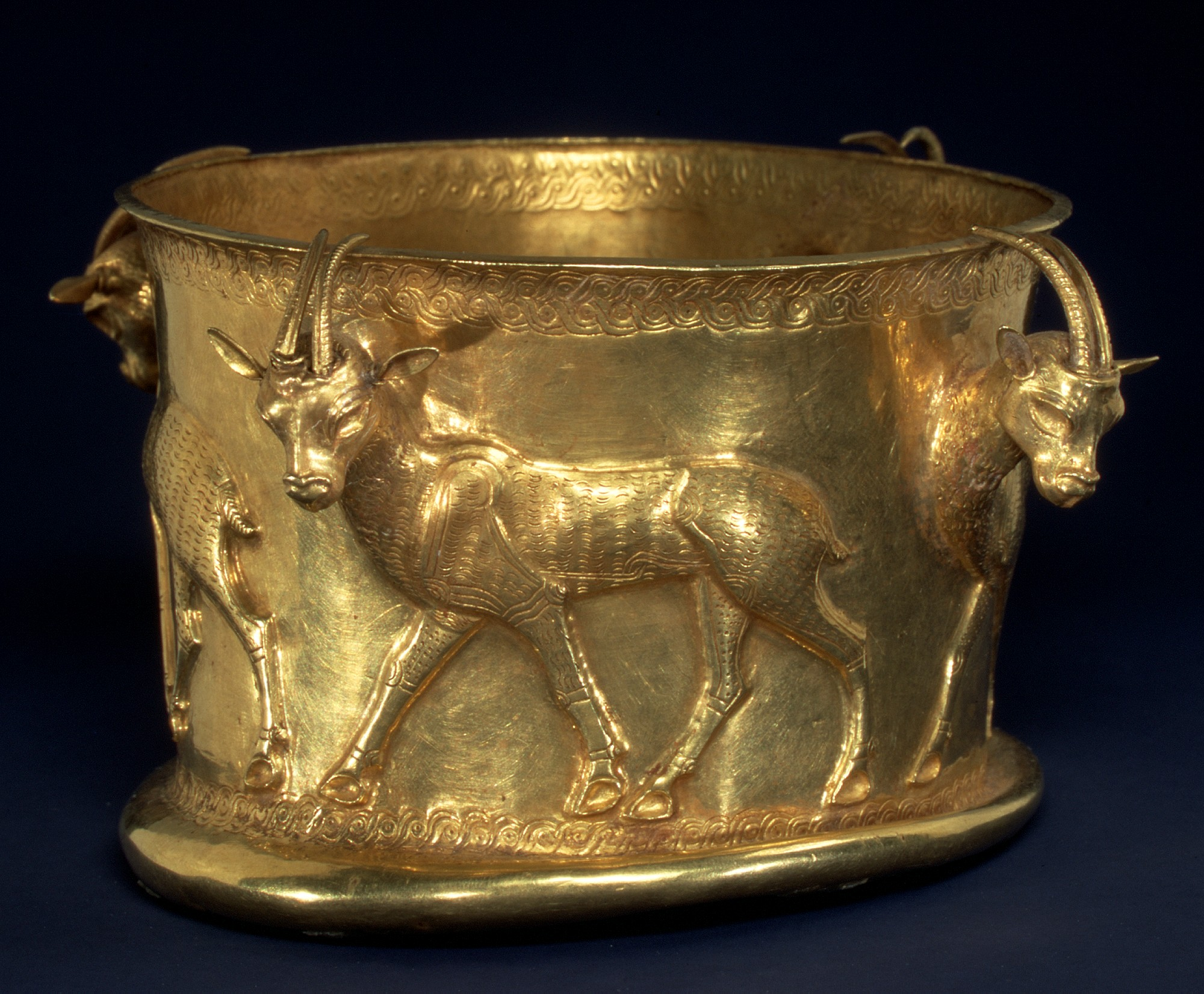
마를리크에서 출토된 철기 시대 황금잔 (뉴욕시 메트로폴리탄 미술관 소장).
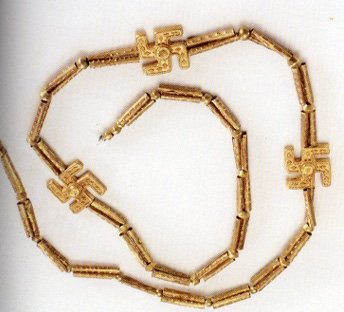
마를리크에서 출토된 만자문 세 개가 있는 금제 목걸이 (테헤란 이란 국립박물관 소장)

## 같이 보기
- 프라아테스 1세

## 참고 문헌
- “The Mardians: A Note” (PDF). 《Leonardo Gregoratti (Durham University, UK)》. Anabasis, Studies for Classical Eastern Orientalism.